# Ally Financial
Pour les articles homonymes, voir Ally.
Ally Financial, anciennement GMAC (General Motors Acceptance Corporation), est une entreprise américaine spécialisée dans les services financiers, offrant des prêts immobiliers, des hypothèques, de l'assurance habitation et automobile, des prêts pour véhicules et des lignes de crédit pour financer l'inventaire des concessionnaires. Détenue entièrement par General Motors auparavant, elle est une société par actions publique en 2008. Faisant affaire dans environ 40 pays de par le monde, elle a fourni du financement à 75 % des 6 450 concessionnaires GM en 2008.
En 2007 et en 2008, GMAC a accumulé des pertes de 8 milliards de dollars. Le 24 décembre 2008, la Fed a accepté sa conversion en holding bancaire, ce qui lui donnera le droit de recevoir des milliards de dollars américains d'aide, notamment grâce au Plan Paulson, lui permettant ainsi de survivre aux conséquences de la crise financière de 2008.

## Description
L'entreprise se décompose en plusieurs branches :
GMAC Home Services spécialisé dans le courtage immobilier, société-mère de GMAC Real Estate, laquelle est constituée de Better Homes and Gardens Real Estate, acquise en 1998, GMAC Global Relocation Services et GHS Mortgage. 
ResCap Holding, un holding regroupant GMAC Mortgage, GMAC-RFC, GMAC Bank, Ditech.com et Homecomings Financial.
Nuvell Financial Services spécialisée dans les prêts subprimes des concessionnaires GM de Chevrolet, Buick, Cadillac, GMC, Saturn Hummer et SAAB, GMAC Auto Financial Services et Semperian dans le cadre classique des activités liées aux véhicules automobiles.  Nuvell gère également National Auto Finance qui offre du financement subprime aux concessionnaires qui ne vendent pas de véhicules GM. 
Semperian offre des services de gestion auprès de la clientèle ainsi qu'un service de recouvrement, par le biais de différents centres d'appels établis aux É.-U., principalement aux clients appartenant aux réseau d'affaires de GMAC.

## Histoire
GMAC a été fondée en 1919.
De 1980 à 1991, GMAC a été victime d'une importante fraude perpétrée par un concessionnaire opérant à Long Island, John McNamara. Durant cette période de onze ans, McNamara a emprunté de l'argent pour des minivans, prétendant personnaliser jusqu'à 17 000 véhicules par mois, au prix de 25 000 dollars, dans le but fictif de les exporter à Chypre. Il remboursait les prêts consentis avec une partie de l'argent ainsi prêté, gardant l'excédent. À chaque nouvelle ronde d'emprunts, qui atteignirent presque 2 milliards USD en 1991, il utilisait en partie l'argent obtenu pour rembourser les prêts antérieurs. Puisque McNamara remboursait à temps, GMAC le voyait comme un client respectable et profitable et lui offrait des conditions avantageuses sur ses prêts. Lorsque la fraude fut découverte, il avait emprunté pour plus de 6 milliards de dollars et causé une perte d'environ 436 millions en inventaire financé à même les fonds de GMAC. À la suite de cette fraude, GMAC a ordonné une analyse des évènements qui avaient permis cette fraude. La société a restructuré de façon significative ses activités de crédit.
Au début du XXIe siècle, dans le but d'augmenter ses liquidités, General Motors a vendu plusieurs sociétés qu'elle contrôlait, dont GMAC. Ces désinvestissements se sont accélérés à la demande de plusieurs investisseurs, dont Kirk Kerkorian et son représentant au conseil d'administration de General Motors, Jerome York.
Le 23 mars 2006, General Motors a annoncé qu'elle avait vendu 78 % de GMAC Commercial Holding, une société spécialisée dans l'immobilier commercial, pour 1,5 milliard USD comptant à un groupe d'investisseurs, notamment composé de Kohlberg Kravis Roberts & Co., Five Mile Capital Partners et Goldman Sachs Capital Partners. La vente incluait le remboursement des prêts dus à GMAC, ce qui portait la valeur de l'acquisition au montant de 9 milliards de dollars. La nouvelle entité, détenue à 21 % par GMAC, fut renommée Capmark Financial Group, Inc.
Le 3 avril 2006, General Motors a annoncé qu'elle vendrait un bloc de 51 % de GMAC à un consortium mené par Cerberus Capital Management, réalisant ainsi 14 milliards de dollars sur trois ans. Citigroup et Aozora Bank font partie des investisseurs. À terme, le consortium devrait verser 7,4 milliards de dollars en comptant. GM devrait conserver environ 20 milliards de dollars en produits financiers. La vente a été complétée en novembre 2006.
En octobre 2008, des rumeurs de fusion entre General Motors et Chrysler, principalement détenue par Cerberus Capital Management, ont commencé à circuler, car GM pouvait échanger sa participation de 49 % dans GMAC contre la participation de Cerberus dans Chrysler. Par contre, GM dénie que des négociations ont lieu avec Chrysler.
Le 24 décembre 2008, à la suite d'énormes pertes financières dans ses activités de prêts hypothécaires et de prêts automobiles, la Fed a approuvé la conversion, par quatre voix pour et une contre, de GMAC en holding bancaire,. Cette conversion lui permet d'accéder à environ 6 milliards de dollars d'aide gouvernementale dans le cadre du Plan Paulson, dont 5 milliards en recapitalisation et un milliard en prêt. En date du 17 décembre 2008, les créanciers obligataires ont accepté de convertir moins de 60 % des prêts consentis en actions privilégiées. Quelques importants créanciers obligataires, tel la firme Pimco, refusent de convertir leurs prêts tant que Cerberus Capital Management n'injectera pas plus de liquidités dans GMAC. 
Par ailleurs, Cerberus sera forcé de diminuer sa participation dans le nouveau holding bancaire, devenant ainsi un investisseur moins important dans les prises de décision, devant détenir moins de 14,9 % des actions à droit de vote et au maximum 33 % de l'ensemble des actions de la société. De plus, la Fed a imposé que General Motors devra réduire sa participation dans GMAC à moins de 10 %, alors qu'elle était à 49 % au moment de la décision de la Fed. Ces changements vont probablement mettre fin aux plans de Cerberus : fusionner les activités de Chrysler Finance, une autre société américaine spécialisée dans le financement automobile, et GMAC.
La décision de la Fed de soutenir GMAC a reçu de nombreuses critiques négatives, mais a été bien perçue par le marché boursier américain. Plusieurs analystes ont critiqué sa faiblesse financière, le contrôle exercé par une firme spécialisée dans les prises de contrôle, Cerberus, et la diversification excessive de ses activités commerciales (ce qui l'empêcherait de rapidement devenir une banque à part entière).
Le 30 décembre 2008, à la suite de l'aide apportée par le gouvernement fédéral américain, GMAC a décidé d'abaisser les exigences de solvabilité des clients, faisant passer son seuil de recevabilité de 700 à 621, sur une note maximale de 800. Statistiquement, près de 40 % des acheteurs américains de voitures neuves ont un score se situant entre 621 et 700 et ils constituent une part importante des clients de General Motors. Par ailleurs, dans le cadre de l'entente, elle ne sera plus la seule à pouvoir offrir du financement aux acheteurs de véhicules GM et ne sera plus obligée de fournir du crédit-bail.
En mai 2009, le gouvernement fédéral américain annonce qu'il prêtera 7,5 milliards de dollars à GMAC pour faciliter ses opérations de prêts.
En février 2012, Ally Financial avec Wells Fargo, JPMorgan Chase, Citigroup, Bank of America paient une amende commune de 25 milliards de dollars de par des saisies immobilières irrégulières.
En décembre 2013, GM annonce avoir vendu la totalité des 9,9 % d'actions qu'elle possédait dans Ally Financial .
En février 2020, Ally Financial annonce l'acquisition de CardWorks, pour 2,65 milliards de dollars.